# Округ Ворен (Ајова)
Округ Ворен (енгл. Warren County) је округ у америчкој савезној држави Ајова.

## Демографија
По попису из 2010. године број становника је 46.225, што је 5.554 (13,7%) становника више него 2000. године.
| Група             | 2000.          | 2010.          |
| Белци             | 39.635 (97,5%) | 44.266 (95,8%) |
| Афроамериканци    | 108 (0,3%)     | 216 (0,5%)     |
| Азијати           | 156 (0,4%)     | 250 (0,5%)     |
| Хиспаноамериканци | 441 (1,1%)     | 899 (1,9%)     |
| Укупно            | 40.671         | 46.225         |